# NGC 6922
NGC 6922 في الفهرس العام الجديد، هي مجرة، تقع في كوكبة العقاب. اكتشفت في 24 يوليو 1863 بواسطة ألبرت مارث.

## روابط خارجية
- NGC 6922 على موقع ويكي سكاي: DSS2, SDSS, GALEX, IRAS, Hydrogen α, X-Ray, Astrophoto, Sky Map, Articles and images